# Homoparentalidade

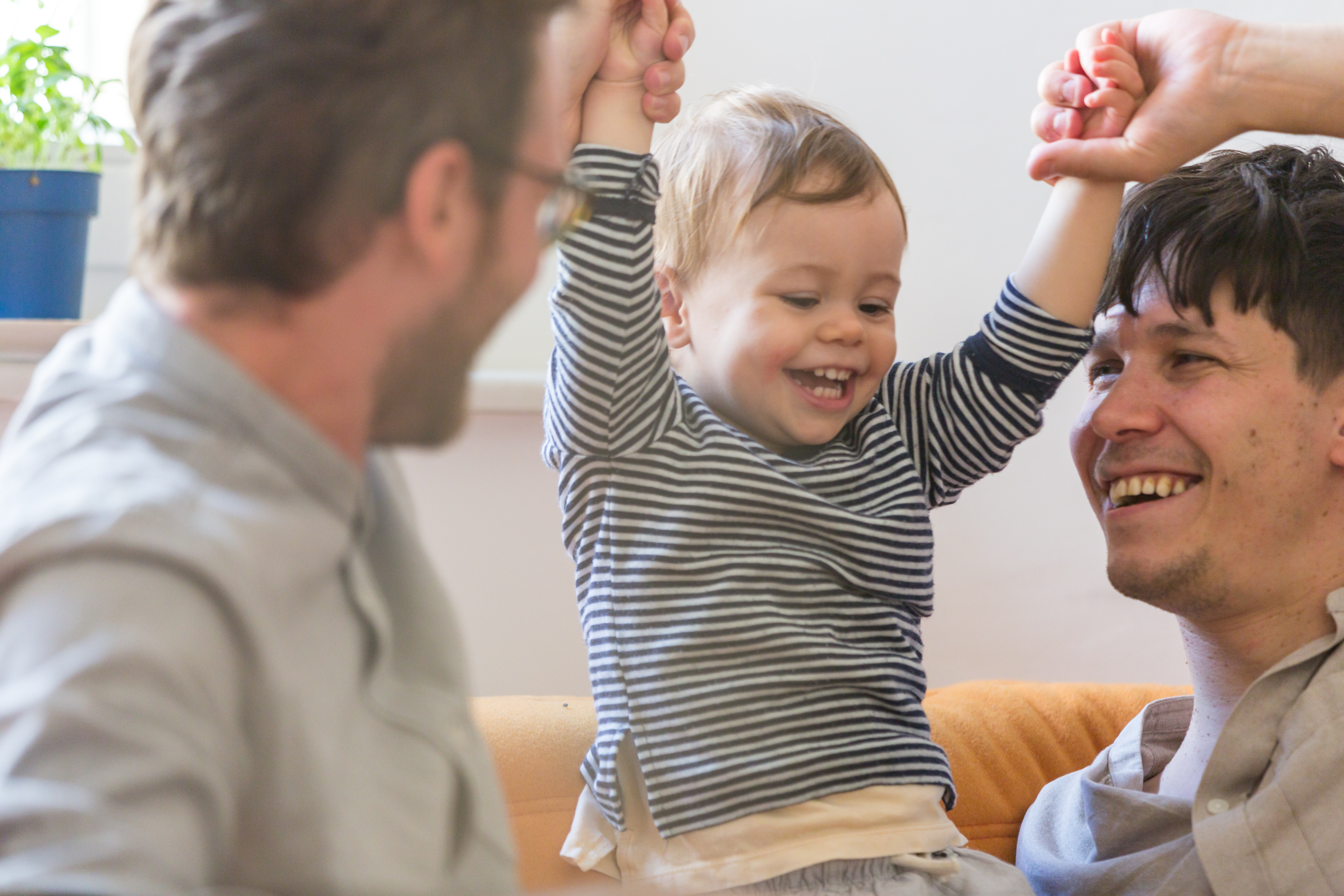
Um casal de homens junto com o seu filho

A homoparentalidade é o fenómeno da parentalidade por casais do mesmo sexo, gays ou lésbicos.
Nas últimas décadas tem havido uma maior expressão no reconhecimento de direitos parentais a pessoas lésbicas, gays ou bissexuais e casais do mesmo sexo, sendo que diversos países e jurisdições mundialmente tem debatido o assunto e legislado nesse sentido, tanto na atribuição de direitos como na proibição dos mesmos.
Os direitos homoparentais podem expressar-se nos seguintes aspectos: a adopção singular por parte de um indivíduo homo ou bissexual, a adopção conjunta por parte de um casal de pessoas do mesmo sexo, a co-adopção de um filho adoptado ou biológico pelo, ou do cônjuge ou companheiro do mesmo sexo, a procriação medicamente assistida a uma mulher homo ou bissexual e, ou a um casal de mulheres, e a contemplação de direitos para pessoas singulares homo ou bissexuais e, ou casais de pessoas do mesmo sexo em gestação de substituição (também comummente conhecida por barrigas de aluguer). Basicamente, praticamente todas as mesmas formas de atingir a parentalidade tal como em indivíduos heterossexuais e casais de pessoas de sexo diferente, mas em específico nas três áreas mais relatadas: Adopção (conjunta), Co-adopção e Procriação Medicamente Assistida.
Adicionalmente, existe ainda a realidade de figuras parentais homo ou bissexuais que têm já filhos, biológicos ou adoptados, provenientes de relações anteriores, actuais e, ou mantidas por fachada, chamando a atenção para a urgência de legislação apoiante e protecção familiar, e contrariando os argumentos de que se abrirão precedências e novas formas de parentalidade e de que os homossexuais não podem procriar.
Sempre que se fala em homoparentalidade, e especificamente em adopção por casais de pessoas do mesmo sexo, há aspectos que são frequentemente tidos em conta e que são regularmente levantados, tais como os direitos das crianças, a educação desviante ou as contemplações morais, éticas, étnicas, sociais, nacionais, regionais, religiosas, entre outras. Apesar dos argumentos contrários, diversos estudos e organizações internacionais têm apoiado a causa e revelado que não existe nenhum impedimento para o bem-estar e desenvolvimento saudável, natural e cognitivo das crianças que possa advir da homoparentalidade.
O neologismo homoparentalidade foi criado em 1997 pela Associação de Pais e Futuros Pais Gays e Lésbicas (PPGL), em Paris, a partir da soma do radical “homo” com a palavra de origem anglófona "parentalidade"  - parenthood).

## Procriação Medicamente Assistida

Prociação Medicamente Assistida a LGBs na Europa
PMA legal
PMA ilegal/Desconhecido

Procriação Medicamente Assistida (PMA), ou Reprodução Medicamente Assistida (RMA), são técnicas pelas quais é possível o auxílio na reprodução humana através da assistência de equipas médicas que monitorizam e salvaguardam todo o processo.
As técnicas de PMA mais conhecidas são a Inseminação Artificial e a Fertilização In Vitro, que, quando referenciadas para intervenção singular e no casal, estão associadas a mulheres solteiras e a casais de mulheres, sendo que as mesmas lhes são vedadas em vários países e jurisdições do Mundo.
Quando estas técnicas fazem parte da reprodução por uma terceira parte, são commumente associadas a casos de gestação de substituição (barrigas de aluguer), mais associadas a homens solteiros e a casais de homens, casos estes que têm diversas aplicações e reconhecimentos legais de jurisdição para jurisdição.

## Por país

### Portugal
Em Portugal, designam-se por famílias arco-íris ou famílias homoparentais as famílias constituídas por casais do mesmo sexo, gays ou lésbicos, com crianças a cargo.
Não se sabe ao certo quantas famílias arco-íris existem em Portugal. Sabe-se, no entanto, que são muitas e que a sua visibilidade é crescente. A investigação nesta área diz ainda que a chamada “família tradicional”, – constituída por um casal de pessoas de sexo diferente, ou heterossexuais, com crianças a cargo – é cada vez menos o modelo dominante. Dados estatísticos (Eurostat, INE) comprovam a diversidade das estruturas familiares atuais.
Hoje, uma família é sobretudo uma rede afectiva, consistente e estável, de partilha saudável e de amor incondicional, sediada num espaço seguro, denominado “casa”.
Casais gays ou lésbicos, ou uma pessoa LGBT sozinha com filhas/os podem construir, têm construído e continuarão a construir esta “casa”. Famílias constituídas por casais de pessoas do mesmo sexo, mães lésbicas ou bissexuais, pais gays ou bissexuais e, ou pessoas transgénero são também os rostos e as vozes da diversidade familiar.